# John Rambo (athlétisme)
Pour les articles homonymes, voir Rambo.
John Barnett Rambo (né le 9 août 1943 à Atlanta et mort le 8 janvier 2022 à Paramount) est un athlète américain spécialiste du saut en hauteur. 
Étudiant à l'Université d'État de Californie à Long Beach, il remporte le titre NCAA du saut en hauteur en 1964 avec 2,14 m. Il devient par ailleurs champion des États-Unis en salle en 1967 et 1969. Sélectionné pour les Jeux olympiques de 1964, à Tokyo, John Rambo remporte la médaille de bronze avec 2,16 m, s'inclinant finalement face au Soviétique Valeriy Brumel et à son compatriote John Thomas.
Son record personnel, établi en 1967, est de 2,21 m.

## Palmarès
| Date | Compétition     | Lieu  | Résultat | Hauteur |
| ---- | --------------- | ----- | -------- | ------- |
| 1964 | Jeux olympiques | Tokyo | 3e       | 2,16 m  |